# Plesiomma salti
Plesiomma salti là một loài ruồi trong họ Asilidae. Plesiomma salti được Bromley miêu tả năm 1929. Loài này phân bố ở vùng Tân nhiệt đới.